# Дерево жизни (Библия)
Де́рево жи́зни (древо жизни, райское древо, ивр. עֵץ הַחַיִּים‎, Эц ха-Хайим) — библейский образ из Книги Бытия, дерево посреди райского сада, плоды которого дают бессмертие, посаженное Богом наряду с Деревом познания добра и зла (Быт. 2:9). Упоминается также в библейской Книге Притчей Соломоновых (3:18, 11:30, 15:4).

## В иудаизме
В иудаизме Дерево жизни символизирует Тору. Когда во время синагогальной службы приходит время возвращать Тору в ковчег, собравшиеся читают строки из Книги Притчей Соломоновых: «Она — дерево жизни для тех, которые приобретают ее» (Прит. 3:18). Концы свитка Торы прикреплены к деревянным планкам, которые называются «эц хаим» («дерево жизни»). Планки используются для удобства сворачивания и разворачивания свитка.
Согласно традиционному еврейскому толкованию, Дерево жизни находится в середине рая, и тень от него покрывает весь сад. Оно благоухает пятьюстами тысячами разных ароматов, и его сладостный запах достигает края света. Под ним сидят знатоки Торы, которые толкуют и учат её из уст Бога, обитающего среди них.

### В Танахе
Во 2-й главе Книги Бытия говорится:

И произрастил Господь Бог из земли всякое дерево, приятное на вид и хорошее для пищи, и дерево жизни посреди рая, и дерево познания добра и зла.
— Быт. 2:9
Первому человеку было запрещено вкушать плоды с Дерева познания добра и зла (Быт. 2:17). Согласно ЕЭБЕ, плоды Дерева жизни запрещены не были. Во время изгнания из рая после грехопадения Адам и Ева теряют доступ к этому дереву.

И сказал Господь Бог: вот, Адам стал как один из Нас, зная добро и зло; и теперь как бы не простер он руки своей, и не взял также от дерева жизни, и не вкусил, и не стал жить вечно.
— Быт. 3:22
В Книге Притчей Соломона деревом жизни являются мудрость, которая ценнее богатства (Прит. 3:13—18), плод праведника (Прит. 11:30) и кроткий язык (Прит. 15:4).

### В апокрифах
В апокрифе «Завет Левия», входящим в Заветы двенадцати патриархов, предрекается, что при Суде меч, препятствовавший Адаму войти в рай, будет удалён и святые вкусят от Дерева жизни.
Во Второй книге Еноха сообщается, что Дерево жизни находится на третьем небе. На нём почивает Господь, когда приходит в рай, и это дерево невыразимо прекрасно благоуханием.
В неканонической Третьей книге Ездры сообщается о праведниках: «вам открыт рай, насаждено древо жизни, предназначено будущее время, готово изобилие» (3Езд. 8:52).

## В христианстве
Преподобный Иоанн Дамаскин писал, что «Дерево жизни было древом, имевшим силу, подававшую жизнь или годным для еды одним только тем, которые были достойны жизни и не подлежали смерти». Он называл деревом жизни созерцание Бога, которым человек, будучи облечён благодатью Божией, наслаждался и питался. Сладость божественного соединения сообщает тем, которые участвуют в нём, бессмертную жизнь.
Преподобный Максим Исповедник называл дерево жизни «умом души, в котором находится мудрость».
Святитель Григорий Богослов писал, что целью пришествия Иисуса  Христа было привести человека к дереву жизни, от которого удалил нас плод дерева познания, безвременно и неблагоразумно вкушённый.

### В Новом Завете
В Новом Завете, в Апокалипсисе, Древо жизни — это дерево посреди рая (Небесного Иерусалима).

«Имеющий ухо да слышит, что Дух говорит церквам: побеждающему дам вкушать от древа жизни, которое посреди рая Божия» (Откр. 2:7).

«Среди улицы его, и по ту и по другую сторону реки, древо жизни, двенадцать раз приносящее плоды, дающее на каждый месяц плод свой; и листья дерева — для исцеления народов» (Откр. 22:2).

## Взгляд критической школы
Поскольку представление о древе жизни существовало у многих древних народов, существует мнение, что оно было заимствовано евреями у вавилонян.
В одном из древнейших иранских преданий о рае рассказывается, между прочим, о двух чудесных деревьях, из которых одно отличалось способностью уничтожать боли и страдания человеческие, другое же обладало соком хаомы, который живым оставлял бессмертие, а мёртвым возвращал жизнь. В ещё более первобытном виде представление о дереве жизни встречается в индийских Ведах; это дерево носит в себе все семена растительного царства, разбросанного в мире; оно же, как дерево мировое, некогда доставило и тот материал, из которого были сооружены земля и небо.
Представление о дереве жизни в семитических, в частности, ассиро-вавилонских преданиях, приняло несколько иной характер, чем у евреев. В земном вавилонском раю были «вода жизни» и «растение, которое превращало старца в молодого», причем Утнапиштимy и его жене вовсе не было запрещено пользоваться живой водой и плодами от этого растения. Однако другой весьма древний вавилонский миф об Адапе сообщает, что Адапе позволено было созерцать все тайны земли и неба, но ему же было запрещено божественным отцом его Эа вкушать от «пищи жизни» и пить «воду жизни». Адапа повинуется, но впоследствии оказывается, что бог Ану предлагал ему пищу жизни и воду жизни, Адапа же, не зная этого, отказался от этих драгоценных даров, вследствие чего человечество лишилось бессмертия.
Ввиду того, что библейский рассказ о райских деревьях резко отличается от всех других аналогичных повествований, библейские критики Будде и Гункель полагали, что в первоначальном рассказе Быт. 2—3 фигурировало только одно дерево, а именно древо познания, так как первоначальный автор этого рассказа ни в коем случае не мог бы допустить, чтобы первому человеку было разрешено пользоваться плодами от древа жизни наравне с плодами других деревьев.

## В искусстве
- Древо жизни, витраж работы Л. К. Тиффани (1848—1933)
- Древо жизни, алтарная картина П. ди Буонагвиды (1305—1310)